# Maribel Gordón
Maribel Gordón Calderón (Ciudad de Panamá, 22 de agosto de 1961) es una economista, docente y política panameña. Fue candidata presidencial por la libre postulación en las elecciones generales del 5 de mayo de 2024.

## Biografía
Realizó estudios primarios en las escuelas Belisario Porras y Simeón Conte, posteriormente realizó estudios secundarios en el Primer Ciclo Panamá (1974-1976) y en el Instituto Nacional de Panamá (1977-1979) donde obtuvo un bachiller en Ciencias. Se graduó como Licenciada en Economía en la Universidad de Panamá. Obtuvo una maestría en Política Económica y Sector Externo en la Universidad Nacional Autónoma de Costa Rica, una maestría en Valorización Económica de Bienes y Servicios Ambientales en la FLACSO (Guatemala), y una maestría en Docencia Superior en la Universidad de Panamá.
Desde 1984 es profesora en la Universidad de Panamá y desde 1985 ha sido investigadora social en la Universidad de Panamá, en el Centro de Estudios Sociales CIDPA (Chile), en el Instituto de la Mujer (INAMU), entre otros. Adicionalmente, ha sido miembro del equipo técnico de Fundación Natura, del Colectivo de Mujeres Diana Morán y coordinadora del equipo técnico del Frente Nacional por la Defensa de los Derechos Económicos y Sociales (Frenadeso).
Ha sido miembro del Frente Amplio por la Democracia (FAD), del cual fue su vicepresidenta, y fue candidata vicepresidencial de dicho partido en las elecciones generales de 2014 y 2019.
El 31 de julio de 2022 se presentó como precandidata presidencial por la libre postulación en las elecciones generales de 2024, como una forma de presentar una candidatura de izquierda debido a las dificultades de reinscribir al FAD en dichas elecciones. Luego de recolectar 163 859 firmas, el 30 de julio de 2023 fue confirmada como candidata presidencial al obtener la segunda posición entre los precandidatos por la libre postulación.
Como candidata propugnó por la eliminación del sistema de monopolios y oligopolios en los medicamentos, los alimentos y del combustible. Además, considera el neoliberalismo como un "modelo agotado" que perjudica a la población panameña.